# Macrolabis alnicola
Macrolabis alnicola är en tvåvingeart som beskrevs av Rubsaamen 1914. Macrolabis alnicola ingår i släktet Macrolabis och familjen gallmyggor. Inga underarter finns listade i Catalogue of Life.